# Municipio de Owens
El municipio de Owens (en inglés: Owens Township) es un municipio ubicado en el condado de St. Louis en el estado estadounidense de Minnesota. En el año 2010 tenía una población de 263 habitantes y una densidad poblacional de 3,67 personas por km².

## Geografía
El municipio de Owens se encuentra ubicado en las coordenadas 47°49′29″N 92°38′22″O / 47.82472, -92.63944. Según la Oficina del Censo de los Estados Unidos, el municipio tiene una superficie total de 71.76 km², de la cual 71,74 km² corresponden a tierra firme y (0,02 %) 0,02 km² es agua.

## Demografía
Según el censo de 2010, había 263 personas residiendo en el municipio de Owens. La densidad de población era de 3,67 hab./km². De los 263 habitantes, el municipio de Owens estaba compuesto por el 94,68 % blancos, el 0,76 % eran amerindios, el 0,38 % eran asiáticos y el 4,18 % eran de una mezcla de razas. Del total de la población el 0,38 % eran hispanos o latinos de cualquier raza.